# Eunice hernandezi
Eunice hernandezi är en ringmaskart som beskrevs av Carrera-Parra och Salazar-Vallejo 1998. Eunice hernandezi ingår i släktet Eunice och familjen Eunicidae. Inga underarter finns listade i Catalogue of Life.